# ميخائيل جايجر
ميخائيل جايجر (بالألمانية: Michael Geiger)‏ (27 سبتمبر 1960 بهايلبرون في ألمانيا - ) هو مدرب كرة قدم ولاعب كرة قدم ألماني في مركز الدفاع. شارك مع منتخب ألمانيا لكرة القدم تحت 18 سنة ومنتخب ألمانيا تحت 21 سنة لكرة القدم. أما مع النوادي، فقد لعب مع آينتراخت براونشفايغ ونادي فولفسبورغ.

## وصلات خارجية
- ميخائيل جايجر على موقع قاعدة بيانات كرة القدم.إي يو (الإنجليزية)
- ميخائيل جايجر على موقع بيانات كرة القدم. دي إي (الألمانية)